# وشن
وشن (به چکی: Všeň) یک منطقهٔ مسکونی در جمهوری چک است که در شهرستان سمیلی واقع شده‌است.
 وشن  ۵۴۴ نفر جمعیت دارد و ۲۷۲ متر بالاتر از سطح دریا واقع شده‌است.